# 布川駅

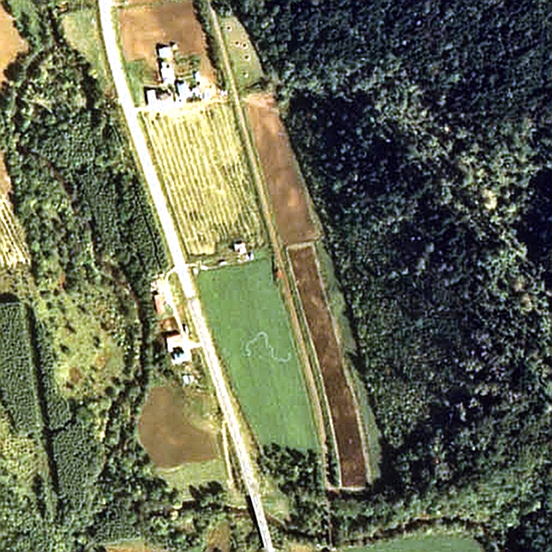
1977年の布川駅と周囲約500m範囲。下が北見相生方面。

布川駅（ぬのかわえき）は、北海道（網走支庁）網走郡津別町にあった日本国有鉄道（国鉄）相生線の駅（廃駅）である。事務管理コードは▲122606。

## 歴史
本岐駅 - 北見相生駅間が12 kmと長距離であるため、布川地区の住民の陳情により開設された。一部の普通列車は通過した（1985年（昭和60年）3月14日改定の時刻で上下共に1本）。
- 1947年（昭和22年）2月11日：運輸省相生線の布川仮乗降場（局設定）として開業[3]。
- 1949年（昭和24年）6月1日：公共企業体である日本国有鉄道に移管。
- 1954年（昭和29年）：遅くともこのころには駅前に住む農業、河本槇次に乗車券取扱事務を委託[3]。
- 1956年（昭和31年）9月20日：駅に昇格。布川駅となる[5][6]。旅客のみ取扱い[1]。
- 1963年（昭和38年）：河本が死去し、簡易委託を終了[7]。
- 1985年（昭和60年）4月1日：相生線の廃線に伴い廃止となる[1]。

### 駅名の由来
地名より。もともと当地は「三基線」「相生」「下相生」「元相生」と呼ばれていたが、1937年（昭和12年）の字名改正で坂東正隆という人物が「布川」と命名した。
命名の理由としては、付近を流れる現在のドードロマップ川（「ドロドロマップ」「トートロマップ」とも）の「プ」から「布（ぷ→ぬの）」、網走川上流を表す「川」からとされている。また「『布』は純白で凹凸のないものであるから、争いのない平和な部落を念願して」の命名とも言われている。
なお「ドードロマップ」はアイヌ語の「トゥウトゥㇽオマㇷ゚（tu-utur-oma-p）」（山の走り根・の間・にある〔に入る〕・もの〔川〕）に由来する名称である。

## 駅跡
牧草地となっている。

## 駅構造
廃止時点で、単式ホーム1面1線を有する地上駅であった。ホームは線路の西側（北見相生方面に向かって右手側）に存在した。無人駅となっていた。

## 利用状況
利用状況の推移については以下の通り。年間の値のみ判明している年度の1日平均は日数割で算出した参考値を括弧書きで示す。出典が「乗降人員」となっているものについては1/2とした値を括弧書きで乗車人員の欄に示し、備考欄で元の値を示す。
| 年度               | 乗車人員 | 乗車人員 | 出典   | 備考 |
| 年度               | 年間     | 1日平均  | 出典   | 備考 |
| ------------------ | -------- | -------- | ------ | ---- |
| 1978年（昭和53年） |          | 27       | [ 11 ] |      |

## 駅周辺
- 国道240号
- 津別まちバス（旧・津別町営バス）「布川」停留所

## 隣の駅
日本国有鉄道
相生線
本岐駅 - <大昭仮乗降場> - <開拓仮乗降場> - 布川駅 - 北見相生駅